# Ратко Ђурковић
Ратко Ђурковић (Цетиње, 9. фебруар 1975) је бивши црногорски рукометаш, а садашњи рукометни тренер. Играо је на позицији пивота.

## Играчка каријера
Каријеру је почео у екипи Ловћена за коју је играо до 1995. године. Након тога прелази у Металопластику из Шапца где проводи две сезоне, а затим је исти временски период провео у Синтелону из Бачке Паланке. Године 1999. се враћа у Ловћен и у наредне две сезоне учествује у највећим успесима овог клуба - освајање два узастопна првенства СР Југославије. Након Ловћена 2001. године прелази у Партизан са којим осваја још две титуле првака СР Југославије. У сезони 2003/04. наступа за шпански клуб Бидасоа Ирун. Од 2004. до 2008. године је играо за Пик Сегед са којим осваја једно првенство и два купа Мађарске. У мају 2008. потписује са екипом сарајевске Босне, у чијем је дресу у сезони 2008/09. освојио првенство и куп Босне и Херцеговине. Последњу сезону је одиграо за Ловћен.
Са репрезентацијом СР Југославије је освојио бронзану медаљу на Светском првенству 2001. у Француској и четврто место на Олимпијским играма 2000. у Сиднеју. Такође је наступао за репрезентацију Црне Горе од 2006. до 2008. године.

## Тренерска каријера
Тренерску каријеру је почео у екипи Ловћена са којим је освојио Куп Црне Горе у сезони 2010/11. Током 2011. године је био тренер македонског Пелистера да би у сезони 2012/13. преузео женски рукометни клуб Орми из Патре. У јесен 2014. је преузео мађарског прволигаша Комло, где је провео наредне две сезоне. У јуну 2016. године преузео је бањалучки Борац. У сезони 2016/17. са екипом Борца је освојио титулу првака Босне и Херцеговине. У сезони 2018/19. водио је катарски Ал Рајан. У јулу 2019. постављен је за тренера мађарске Орашхазе. Две сезоне је водио Орашхазу након чега је преузео кувајтски Ал-Кураин. У јануару 2022. постављен је за тренера Црвене звезде. Напустио је клуб у јуну наредне године. У јуну 2024. постављен је за тренера Татран Прешова.

## Успеси

### Играчки
- Ловћен
  - Првенство СР Југославије (2) : 1999/00, 2000/01.
- Партизан
  - Првенство СР Југославије (2) : 2001/02, 2002/03.
- Пик Сегед
  - Првенство Мађарске (1) : 2006/07.
  - Куп Мађарске (2) : 2005/06, 2007/08.
- Босна
  - Првенство Босне и Херцеговине (1) : 2008/09.
  - Куп Босне и Херцеговине (1) : 2008/09.

### Тренерски
- Ловћен
  - Куп Црне Горе (1) : 2010/11.
- Борац Бања Лука
  - Првенство Босне и Херцеговине (1) : 2016/17.